# مسجد جامع ارومیه
مسجد جامع ارومیه یک اثر تاریخی که با شکوه فراوان در مجاورت بازار ارومیه قرار دارد، متعلق به سده پنجم تا ششم است. محراب این مسجد از نظر گچبری یکی از زیباترین آثار هنر معماری دوران سلجوقی می‌باشد. موقعیت این مسجد در بازار طوری قرار دارد که از سه طرف به معابر عمومی متصل می‌شود.

## نگارخانه

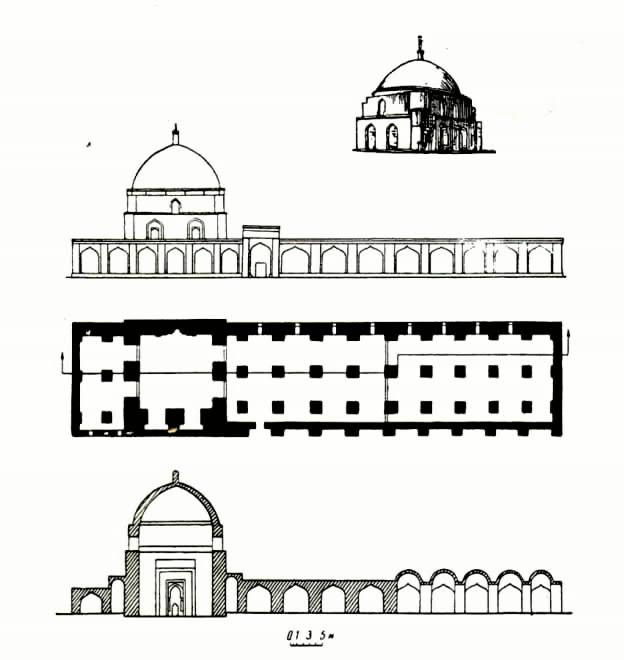
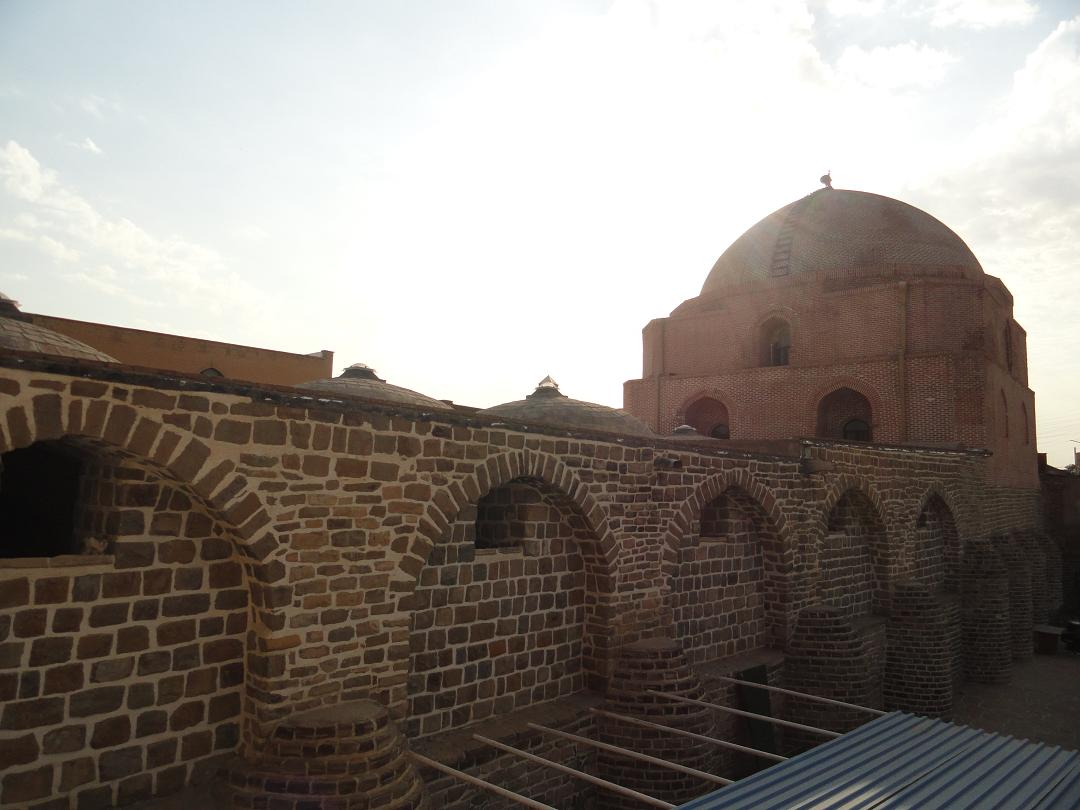
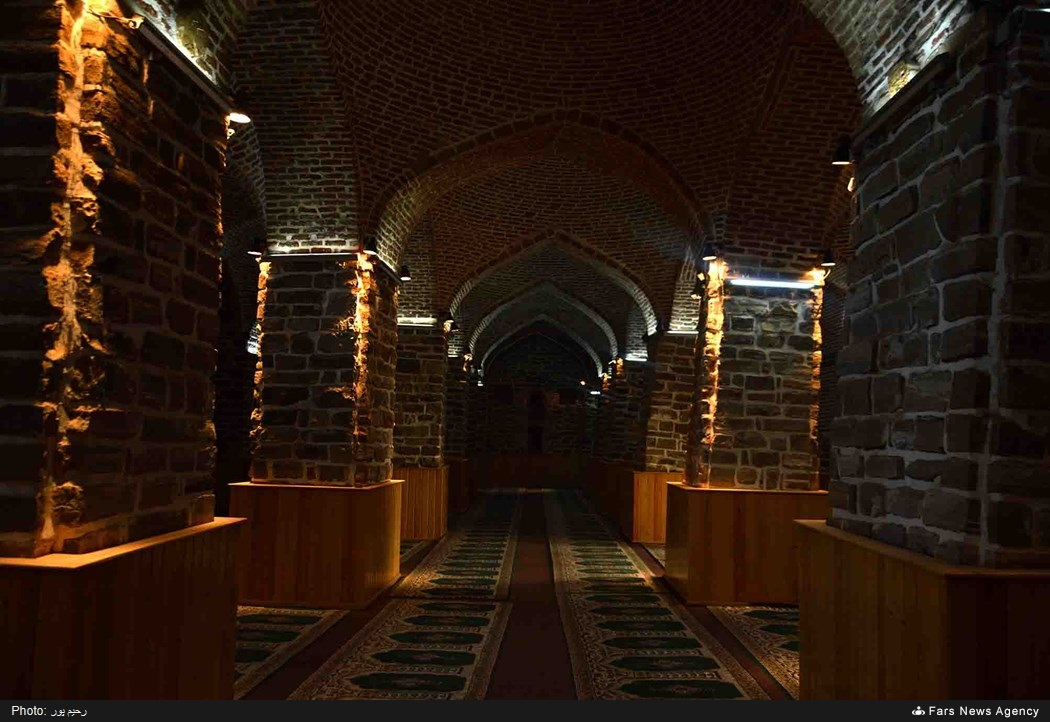
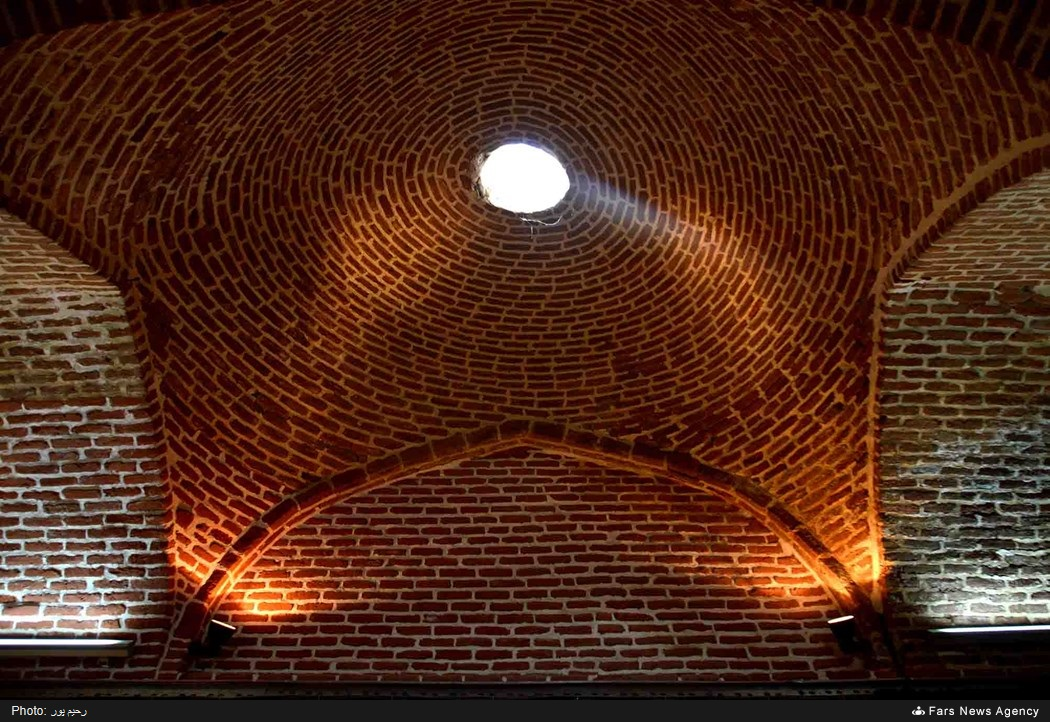
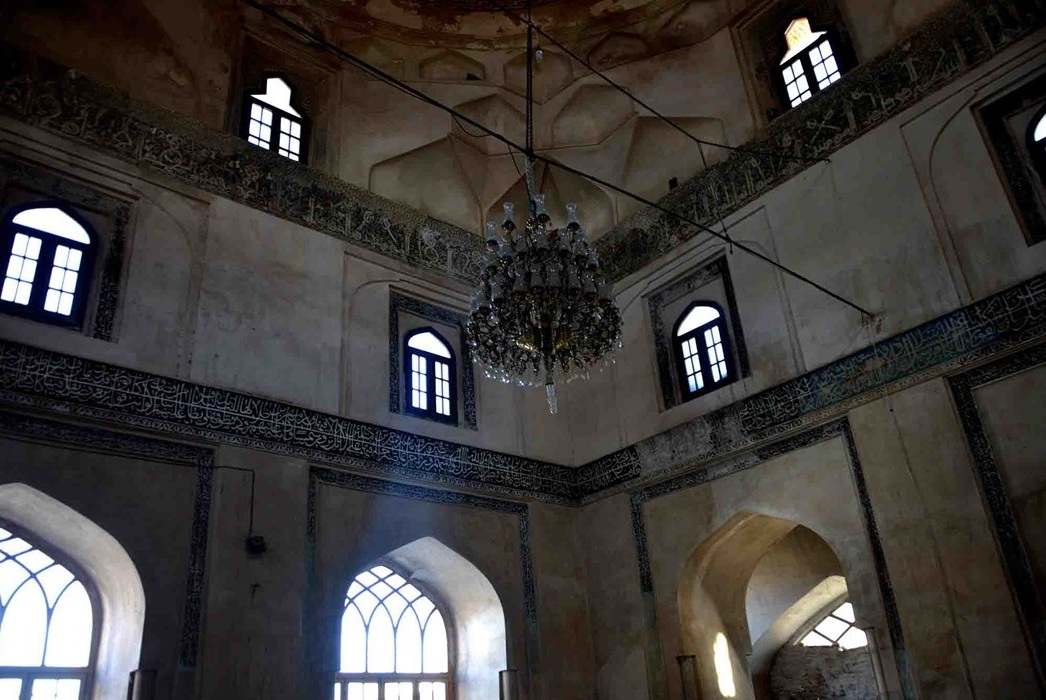
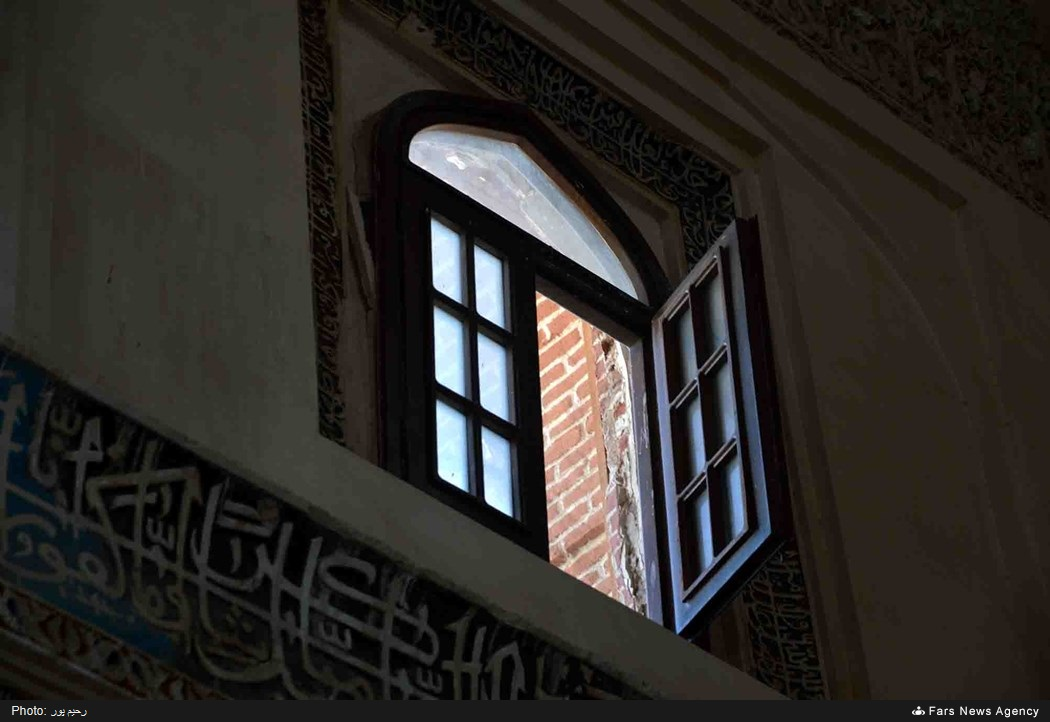
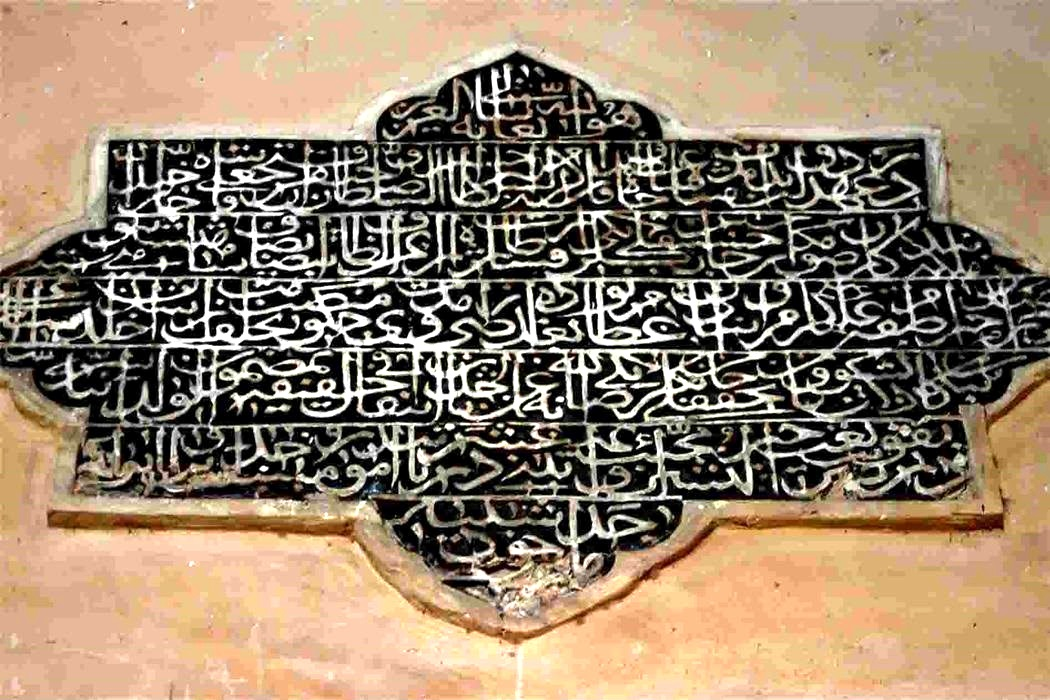
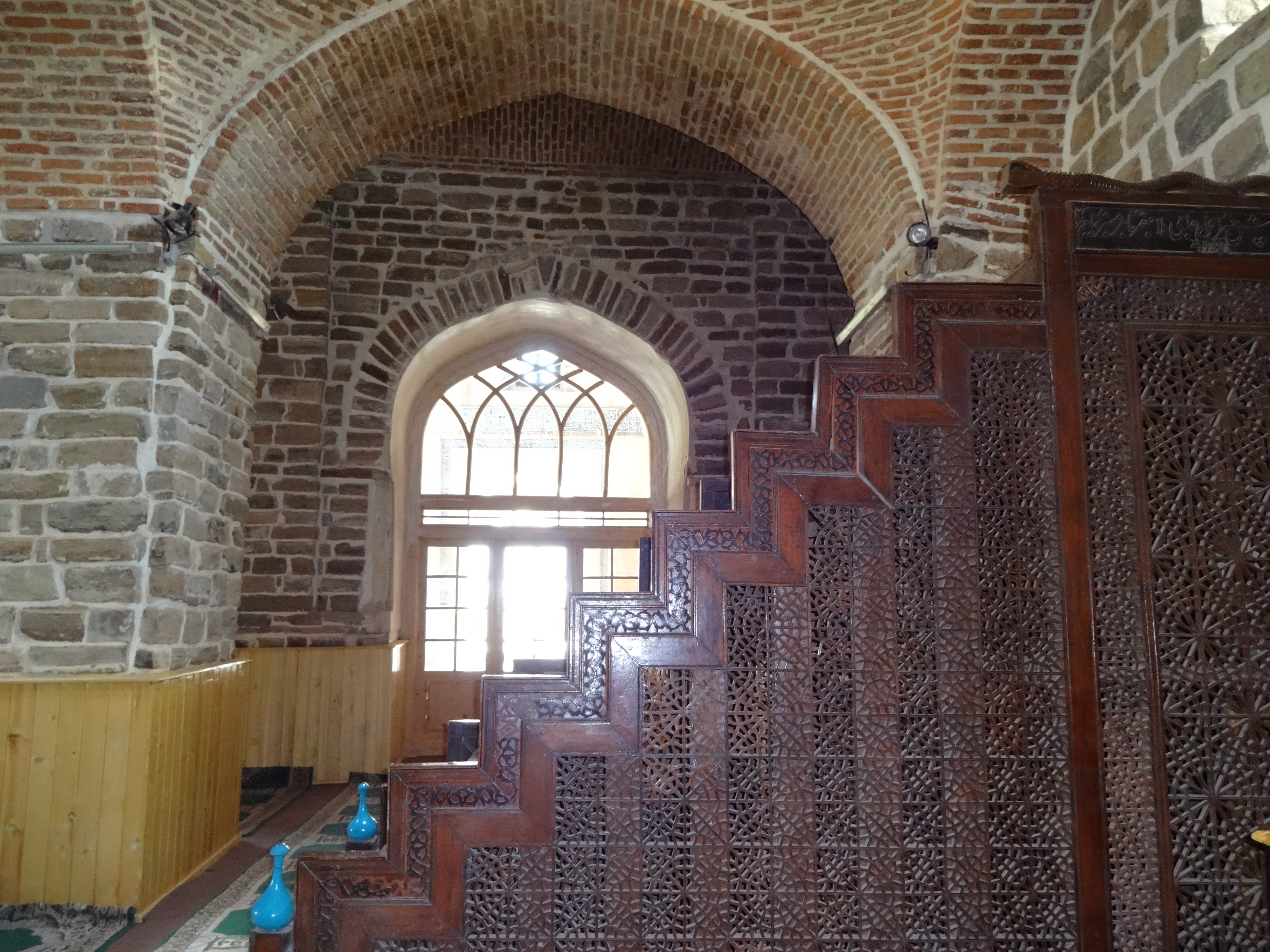